# Meinrad Horn
Meinrad Horn (, 1939 — , 2003) foi um artesão nascido na Alemanha e radicado no Brasil. Era especialista em artesanato confeccionado em palha de milho.

## Biografia
Natural da Alemanha, viveu mais de vinte anos no município de Mafra, em Santa Catarina, especializando-se na produção artesanal de peças em palha de milho.
Sua chegada ao Brasil é cercada de mistérios e de aventuras. Segundo seu relato, tendo deixado a Alemanha em 1974, a embarcação onde viajava acabou afundando na costa do Paraná, onde o náufrago se lembrou da existência de familiares naquele estado, na cidade de Rio Negro.
Meinrad conheceu e se casou com Doralice em 1976, com quem teve quatro filhos, passando a morar em Mafra, onde passou a se dedicar ao artesanato.

## Obras principais

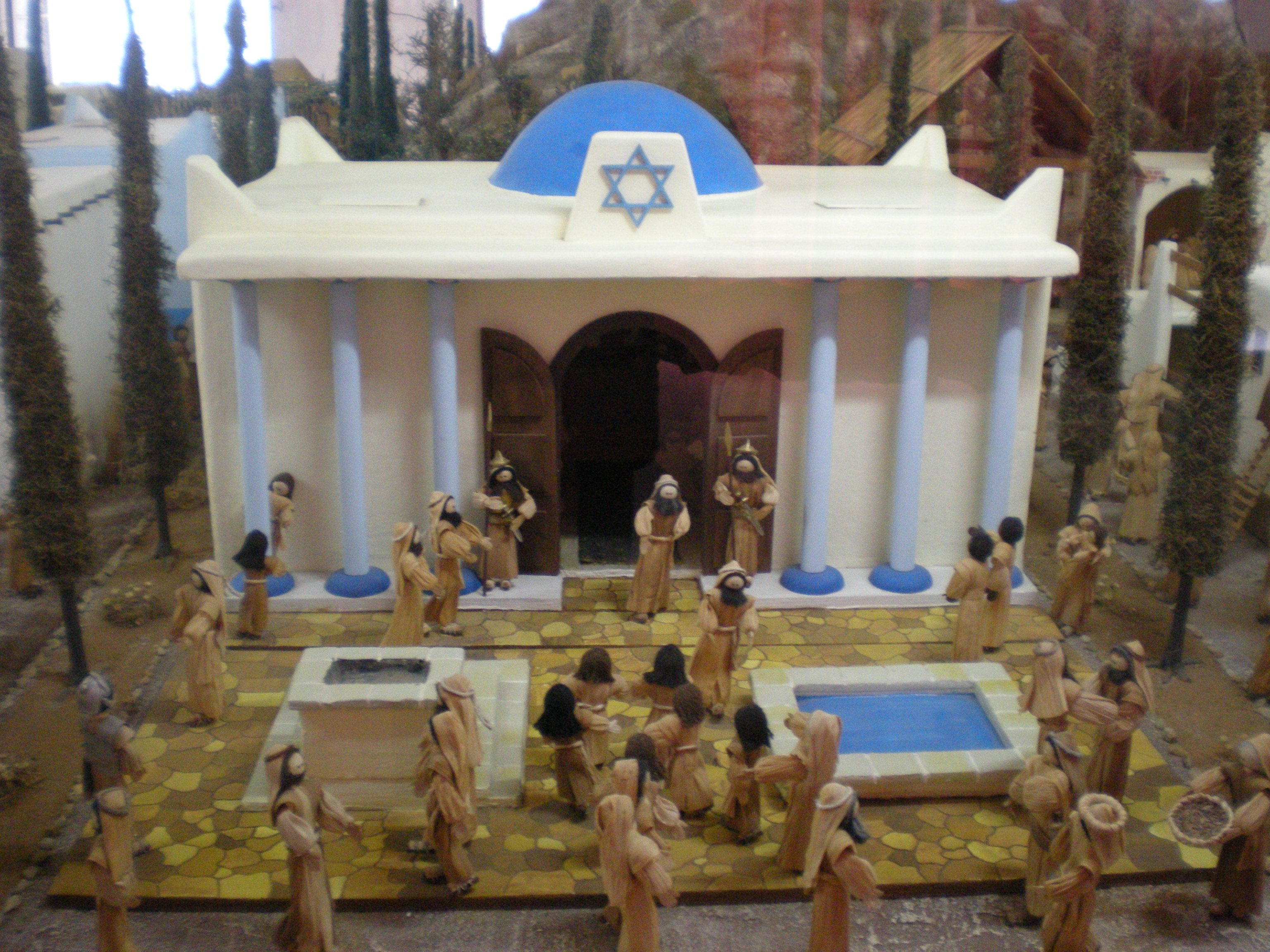
Presépio em palha de milho.

É de sua autoria um dos maiores presépios em palha de milho do mundo, a Cidade de Belém, contendo 1700 personagens e ocupando uma área de 50 metros quadrados. Também produziu Passagens da vida de Cristo, trabalho em palha composto de 40 espaços, aos quais chamou Oratórios, compreendendo 800 personagens. Atualmente essas duas obras se encontram em exposição permanente no Parque Ecoturístico Municipal São Luís de Tolosa, no município de Rio Negro, no Paraná, onde funciona a atual prefeitura da cidade.
Em 2002 iniciou um trabalho sobre a Guerra do Contestado, projeto que previa a construção de vinte módulos em palha, mas após a confecção de seis módulos adoeceu, vindo a falecer sem acabar sua obra.
A esposa e aluna do artista, Doralice Horn, deu continuidade ao seu trabalho em palha, uma das culturas artesanais da região.